# Suối Bạc
Suối Bạc là một xã thuộc huyện Sơn Hòa, tỉnh Phú Yên, Việt Nam.
Xã Suối Bạc có diện tích 35,64 km², dân số năm 1999 là 4699 người, mật độ dân số đạt 132 người/km².